# Đại học quốc tế Thái Bình Dương
　Đại học quốc tế Thái Bình Dương (tiếng Anh: International Pacific University (IPU)) (tiếng Nhật: 環太平洋大学（かんたいへいようだいがく）) là một trường đại học tư lập được thành lập vào năm 2007 tại tỉnh Okayama, Nhật Bản.

## Tổng quan
IPU được thành lập vào ngày 1/4/2007 với mong muốn xây dựng nên "Trường đại học không có ở đâu khác". Từ ý tưởng "International Pacific University" được đề xướng tại Hawaii vào tháng 8/1987, Tập đoàn giáo dục SOSHI đã thành lập International Pacific College - IPC (bây giờ là IPU New Zealand). Với triết lý giáo dục "Kết hợp giáo dục và thể thao", IPU đã tiến hành giảng dạy cả 2, rèn luyện cho sinh viên về thể chất và tinh thần để đào tạo ra những người dẫn đầu với tố chất lãnh đạo trong cả ngành giáo dục và các doanh nghiệp thông thường. 
　Khi sinh hoạt tại trường, 5 phương châm ứng xử "Lễ độ" "Tự chủ" "Tin tưởng" "Tiến lên" "Cảm tạ" (「五訓（礼節、克己、信頼、前進、感謝）」) sẽ được thực hiện với mục tiêu giúp cho sinh viên đạt được năng lực cần thiết để có một cuộc sống tốt, đặc biệt là trong công việc và giao tiếp.   

## Vị trí(map)
Vị trí: thành phố Okayama thuộc tỉnh Okayama.
　Thành phố Okayama nằm ở miền nam Nhật Bản, vì thế khí hậu ở đây khá dễ chịu. Mùa hè không quá nóng, nhiệt độ cao nhất trong năm khoảng 33 độ C. Mùa đông không quá lạnh, hiếm khi có tuyết, nhiệt độ trung bình hằng năm khoản 17 độ C.
　Thành phố Okayama được xem là thành phố đáng sống bậc nhất Nhật Bản. Tại đây không có nhà máy điện hạt nhân, và nhờ vị trí địa lý đặc biệt, thành phố Okayama hầu như không bị hay chịu ảnh hưởng thiên tai như sóng thần, động đất, bão.

## Các đời hiệu trưởng
- Ohashi Hiroshi (大橋博)(kiêm chủ tịch tập đoàn giáo dục Soshi): 1/4/2007 - 31/3/2010
- Kajita Eiichi (梶田叡一)(cựu hiệu trưởng đại học giáo dục Hyougo): 1/4/2010 - 31/3/2012
- Nakahara Tadao (中原忠男)(giảng viên danh dự thuộc đại học Hiroshima): 1/4/2012 - 31/3/2016
- Ohashi Setsuko (大橋節子)(kiêm phó chủ tịch tập đoàn giáo dục Soshi, hiệu trưởng đại học quốc tế IPU New Zealand): 1/4/2016 - tại chức

### Ngành Kinh Tế Kinh Doanh

#### Khoa Quản Trị Kinh Doanh Hiện Đại
Website: https://ipu-japan.ac.jp/faculty/keiei/
- Các khóa học:
  - Khóa Công Chức (có thể chọn vào học kỳ 2 năm 1): Học những kiến thức và kỹ năng cần thiết để trở thành công chức nhà nước.
  - Khóa Kinh Doanh Tổng Hợp (có thể chọn vào học kỳ 2 năm 2): Học về kinh doanh tổng hợp.
  - Khóa Kinh Doanh và Thể Thao (có thể chọn vào học kỳ 2 năm 2): Học về các kỹ năng kinh doanh và những kiến thức liên quan đến ngành kinh doanh thể thao.

- Các chứng chỉ có thể lấy:
  - Hộ chiếu IT (IT passport)
  - MOS (Microsoft Office Specialist)
  - MOS Expert (chứng chỉ MOS cao cấp)
  - TOEIC (Test of English for International Communication)
  - Chuyên viên nghiên cứu xã hội
  - Khoa học dữ liệu (cơ bản)
  - Văn hóa kinh doanh
  - Kế toán
  - Retail marketing
  - Tiếng Anh du lịch
  - Pháp lý hội đồng từ quản/Pháp lý cơ bản
  - Japan Statistical Society Certificate
  - Tiếng Anh thương mại
  - The Official Business Skill Test in Book-keeping
  - Giáo viên tiếng Nhật

- Định hướng công việc sau tốt nghiệp: Doanh nhân, khởi nghiệp, kế thừa doanh nghiệp, IT, quản trị kinh doanh, kinh doanh thể thao, viên chức chính phủ/địa phương, cảnh sát, lính cứu hỏa, quân đội, cố vấn thuế, công chứng, phân tích/khoa học dữ liệu, v.v.

- Nơi làm việc sau tốt nghiệp: Công ty sản xuất, công ty dịch vụ, công ty thương mại tổng hợp, công ty mậu dịch, công ty liên kết nước ngoài, tổ chức quốc tế, cơ quan tài chính/tín dụng, doanh nghiệp kinh doanh du lịch, cơ quan hành chính chính phủ/quân đội, v.v.

### Ngành Giáo Dục Thế Hệ Tương Lai

#### Khoa Giáo Dục Phát Triển Mầm Non
Website:https://ipu-japan.ac.jp/faculty/kodomo/
- Các khóa học:
  - Khóa tâm lý trẻ em (có thể chọn vào học kỳ 2 năm 2): Đào tạo các kĩ năng ứng dụng tâm lý học để thấu hiểu suy nghĩ của trẻ.
  - Khóa tiếng Anh trẻ em (có thể chọn vào học kỳ 2 năm 2): Học tiếng Anh và các kỹ năng điều hướng sự chú ý của trẻ vào nội dung học.
  - Khóa giáo dục thể chất trẻ em (có thể chọn vào học kỳ 2 năm 2): Học về các kiến thức xây dựng thể chất.
- Các chứng chỉ có thể lấy:
  - Bằng cấp, chứng chỉ chủ đạo:
    - Giấy phép giáo viên mẫu giáo
    - Chứng chỉ dạy học mẫu giáo

  - Bằng phụ:
    - Giấy phép giáo viên tiểu học
    - Giấy phép giáo viên trung học cơ sở (tiếng Anh)
    - Giấy phép giáo viên trung học phổ thông (tiếng Anh)
    - Giấy phép giáo viên trung học cơ sở (giáo dục thể chất và sức khỏe)
    - Giấy phép giáo viên trung học phổ thông (giáo dục Thể chất và Sức khỏe)
    - Giấy phép giáo viên trường hỗ trợ đặc biệt

  - Chứng chỉ:
    - Giáo viên tiếng Nhật
    - Giáo viên thủ thư trường học
    - Huấn luyện viên thể thao cho trẻ em (được chứng nhận bởi Hiệp hội thể thao Nhật Bản)
    - Trợ lý huấn luyện (được chứng nhận bởi Hiệp hội thể thao Nhật Bản)
    - Người hướng dẫn giải trí (được chứng nhận bởi Hiệp hội Giải trí Nhật Bản)
    - Người hỗ trợ chăm sóc trẻ em
    - Người trợ giúp chăm sóc trẻ sơ sinh (cơ bản)
    - Kiểm tra tiếng Anh cho trẻ
- Định hướng công việc sau tốt nghiệp: giáo viên nhà trẻ, mẫu giáo, nhân viên tại các tổ chức phúc lợi trẻ nhỏ, giáo viên tiếng anh cho trẻ em, giáo viên giáo dục thể chất cho trẻ em, v.v.

## Các khu học xá, tòa nhà

### Khu học xá số 1:(map)
Địa chỉ: Okayama-ken, Okayama-shi, Higashi-ku, Seto-chou, Kan'onji 721
　Tiếng Nhật: 〒709-0863 岡山県岡山市東区瀬戸町観音寺721環太平洋大学

### Khu học xá số 2:(map)
Địa chỉ: Okayama-ken, Okayama-shi, Higashi-ku, Yazu 2050-13
　Tiếng Nhật: 〒703-8211 岡山県東区矢津2050-13

### Global Campus:(map)
Địa chỉ: Okayama-ken, Okayama-shi, Kita-ku, Shimoishii 2-2-1
　Tiếng Nhật: 〒700-0907 岡山県岡山市北区下石井2丁目2-1

### Chi tiết khu học xá số 1:
Khu học xá số 1 sở hữu 5 tòa nhà được kiến trúc sư nổi tiếng thế giới, giảng viên danh dự của Đại học Tokyo, ông Ando Tadao thiết kế.
- TOP GUN (hoàn thành xây dựng tháng 7/2009)(map)
  - Hình dạng biểu tượng của tòa nhà được ví như bộ mặt của khu học xá số 1 của IPU, là cánh cổng mở ra thế hệ tiếp theo, và tên của tòa nhà, Top Gun, mang cho mình ý nghĩa là "những con người đã được rèn giũa". Dựa trên những suy nghĩ này, nó đã được ra đời như một võ đường thế hệ tiếp theo. Ngoài ra, không gian ngoài trời hình cầu thang được Tadao Ando đặt tên là "Võ đường của bầu trời" là nơi để tập luyện và rèn luyện cơ thể. Cơ sở vật chất bao gồm 3 phòng tập judo (300 tấm chiếu tatami theo tiêu chuẩn Olympic), 2 phòng tập kiếm đạo với sàn làm từ gỗ Kabazakura, phòng biểu diễn với sàn trải vải sơn linoleum, khu vực tập aerobic, phòng xông hơi, phòng tắm vòi sen, v.v. Trung tâm được trang bị 80 máy tập và được trang bị đầy đủ các thiết bị tập luyện giúp tăng cường cơ bắp cũng như rèn luyện thể chất hiệu quả.
- PHILOSOPHIA (hoàn thành xây dựng tháng 2/2013)(map)
  - Từ quan điểm thống nhất thiết kế toàn bộ khu học xá, PHILOSOPHIA được hoàn thành như một công trình mang tính bước ngoặt do Ando Tadao thiết kế theo sau tòa TOP GUN. Trong khi TOP GUN là nơi nuôi dưỡng tinh thần và thể chất thì PHILOSOPHIA được định vị là nơi nuôi dưỡng sức mạnh tri thức. Cơ sở vật chất bao gồm phòng học quy mô vừa với sức chứa 120 người được bố trí theo kiểu bậc thang, phòng học thông thường với sức chứa 50 người, phòng học đa năng, phòng máy tính, hội trường hội thảo SOUTHERN CROSS có sức chứa 300 người, sắp xếp ghế dốc cho phép giao tiếp bằng mắt với người hướng dẫn. Các phòng học đều được trang bị đầy đủ thiết bị nghe nhìn và thiết bị âm thanh, hệ thống hội nghị truyền hình cố định cho phép bạn tương tác với sinh viên và giáo viên ngay cả trong thời gian du học dài hạn ở nước ngoài. Hơn nữa, để có thể là một nơi mà sinh viên có thể thư giãn, có các khu vực nghỉ ngơi dành cho sinh viên, quảng trường ngoài trời, quảng trường trên tầng mái, và các không gian bên ngoài đặc biệt khác tận dụng khuôn viên rộng lớn.

- HARMONY (hoàn thành xây dựng tháng 3/2016)(map)
  - Là một nhà ăn dựa trên chủ đề "bữa ăn góp phần mài giũa cảm nhận", tòa nhà này được thiết kế như một nơi để sinh viên gặp gỡ, giao lưu và trau dồi khả năng cảm nhận, là nơi tạo nên sự hài hòa cho khu học xá số 1 nên tòa nhà đã được đặt tên là HARMONY. Với 354 chỗ ngồi dưới tầng 1, 220 chỗ ngồi trên tầng 2 và 160 chỗ ngồi ngoài hiên tầng 2, tại đây cung cấp nhiều thực đơn sáng tạo, từ bữa trưa đến đồ ngọt tráng miệng.

- DISCOVERY (hoàn thành xây dựng tháng 1/2019)(map)
  - DISCOVERY được xây dựng đối điện với tác phẩm thứ 2 PHILOSOPHIA, lối đi vào chính diện với hai bên là mặt nước phản chiểu khung cảnh bầu trời và tòa nhà ngày đêm. Đây là tòa nhà chuyên dụng để bồi dưỡng các kỹ năng mềm như thuyết trình, phản biện, v.v, cải thiện khả năng hoạt động, năng lực nhận thức và phi nhận thức. Tại PHILOSOPHIA, sinh viên sẽ có cho mình năng lực nhận thức (kỹ năng, kiến thức chuyên ngành), còn tại DISCOVERY, sinh viên sẽ luyện tập cho mình năng lực phi nhận thức (hợp tác, linh hoạt, nhẫn nại, lòng tự tôn, v.v) để phát triển thành một người có thể đối mặt với nhiều vấn đề khác nhau, thảo luận theo nhóm, lập luận theo cách của mình và đưa ra giải pháp. Tòa nhà này gồm có sáu phòng học tập nghiên cứu, tạo ra một không gian khuyến khích tư duy với trọng tâm là các phương pháp giảng dạy, tương tác tích cực và tổ chức các cuộc thảo luận sôi nổi. Nó có chức năng chuyên phục vụ các mục đích như thực hiện các cuộc thi diễn thuyết, thuyết trình, lập kế hoạch kinh doanh, thảo luận, v.v, một nơi quan trọng để nuôi dưỡng khả năng thuyết trình và lập kế hoạch cho sinh viên.

- INSPIRE (hoàn thành xây dựng tháng 12/2018)(map)
  - Tòa nhà này có vẻ ngoài độc đáo với đường đua dài 80 mét kéo dài ra bên ngoài tòa nhà, được trang bị 20 loại dụng cụ đo lường hiện đại không thể thiếu cho khoa học thể thao, nghiên cứu và hỗ trợ cải thiện thành tích thể thao một cách khoa học. "Trung tâm Khoa học Thể thao" của trường được đặt tại đây.

### Các công trình thể thao và sân vận động
Ngoài sân vận động điền kinh ngoài trời, sân cỏ nhân tạo đa năng (sân bóng bầu dục và bóng đá), sân bóng ném trong khuôn viên, ngoài khuôn viên trường còn có sân vận động bóng chày mềm, sân vận động bóng chày, sân bóng đá, sân đa năng, v.v. IPU nó có các cơ sở thể thao hàng đầu ở Nhật Bản. Ngoài việc được sử dụng cho các lớp học thông thường, nó cũng được sử dụng để tổ chức các cuộc thi khác nhau như tổ chức các sự kiện như hội thao, các lớp thể thao cho cộng đồng địa phương, các sự kiện địa phương như một phần của các dự án hỗ trợ nuôi dạy trẻ em.
- Nhà thi đấu số 1 (map)
- Nhà thi đấu số 2 (map)
- Sân vận động điền kinh ngoài trời (hoàn thành tháng 11/2008)(map)
  - Tại Nhật chỉ có vài cơ sở sở hữu sân có nhân tạo chuyên dụng cho các môn thi đấu dạng ném (ném lao, đẩy tạ, v.v) và IPU là một trong số đó. Sân này còn tích hợp dụng cụ để có thể sử dụng cho nhiều môn thể thao khác nhau. Liên đoàn điền kinh Nhật Bản đã có văn bằng công nhận sân điền kinh tại IPU đạt tiêu chuẩn của một sân điền kinh loại 4 (6 đoạn đua 300m, 2 khu vực chạy đà nhảy xa ba bước, 2 đường chạy nhảy sào, 1 khu vực đẩy tạ) và có thể tổ chức các sự kiện chính thức.

- Sân vận động đa năng (sân bóng bầu dục và bóng đá, hoàn thành tháng 11/2008)(map)
  - Sân có diện tích 140m x 65m, sử dụng cỏ nhân tạo cọc dài với độ an toàn và độ bền cao.

- Sân bóng đá mini futsal (hoàn thành tháng 11/2008)(map)
  - Sân có diện tích 40m x 20m, sử dụng cỏ nhân tạo cọc dài.

- Sân bóng đá Akasaka (hoàn thành tháng 6/2012)(map)
- Sân bóng chày nữ
- Sân bóng chày mềm chuyên dụng cho đội nam
- Sân bóng chày mềm chuyên dụng cho đội nữ (map)
- Nhà thi đấu số 3 tích hợp nhà giao lưu thể thao (hoàn thành tháng 10/2014)(map)
  - Có hai sân bóng ném cỡ lớn, không gian có thể chứa 100 người. Bên ngoài là sân tập 36m x 37m.
- Nhà thi đấu số 4 (hoàn thành tháng 3/2016)(map)
  - Kích thước nhà thi đấu là 45,5m x 48,2m, đủ rộng để bố trí 2 sân bóng rổ, 3 sân bóng chuyền, 6 sân cầu lông.

- Sân bóng chày Wake (hoàn thành tháng 3/2016)(map)
  - Đây là một cơ sở dành riêng cho câu lạc bộ bóng chày bao gồm một sân vận động chính với cỏ nhân tạo trên toàn bộ sân ngoài, một sân tập trong sân, một sân tập ném bóng, một sân tập trong nhà và một sân đa năng cỏ nhân tạo.
  - Ngoài ra còn có một ký túc xá của câu lạc bộ bóng chày bên cạnh sân vận động.

- VICTORY (hoàn thành tháng 3/2019)(map)
  - Được trang bị 16 phòng bao gồm phòng giảng viên quản lý / huấn luyện viên, phòng thay đồ, nhà kho, phòng huấn luyện, v.v. Đây là một tòa nhà câu lạc bộ chuyên dụng cho Hội đồng thể thao tại trường.

- Victory ROAD (hoàn thành tháng 3/2019)(map)
  - Đây là đường chạy thẳng ngoài trời được xây dựng cạnh tòa nhà VICTORY. Bao gồm đường chạy thẳng dài 120m có 4 làn và 2 hố nhảy dành cho chạy đà nhảy xa và nhảy xa ba bước.

### Các cơ sở học xá khác
- Trung tâm nghệ thuật (hoàn thành tháng 12/2006)(map)
  - Ngoài các cơ sở đào tạo như phòng tự học piano, phòng học nhóm, phòng khiêu vũ, tại đây còn có khu tập luyện, cơ sở lưu trú và phòng khám châm cứu trực thuộc trường.
- Nhà thực hành giáo dục thể chất (hoàn thành tháng 10/2011)
  - Một đấu trường đấu vật, phòng thay đồ nam và nữ, v.v.
- Tòa nhà tự học Soshigakkan (hoàn thành tháng 3/2014)(map)
  - Đây là một cơ sở chuyên dụng khuyến khích sinh viên tự học để nâng cao trình độ học vấn và nâng cao các kỹ năng học tập cơ bản. 70 chỗ ngồi cá nhân tự học ở tầng một và 90 chỗ ngồi cá nhân ở tầng hai. Mở cửa từ 7:00 sáng đến 10:00 tối.

### Ký túc xá
Có bốn ký túc xá sinh viên trong và ngoài trường, cung cấp một môi trường thúc đẩy sinh viên xây dựng quan hệ với nhau đồng thời rèn luyện tinh thần và khả năng hành động.
- Shoushikan (ký túc xá nam)(map)
- Yuushikan (ký túc xá nữ)(map)
- Shikoukan (ký túc xá nam và nữ)(map)
- Uni-Village (ký túc xá sinh viên thể thao)(map)

## Phát triển nội bộ
- Tháng 11 năm 2006: Được Bộ Giáo Dục Nhật Bản cấp phép.
  - Ngành Giáo Dục Thể Chất (tối đa 400 sinh viên), Ngành Giáo Dục Thế Hệ Tương Lai (tối đa 800 sinh viên), Ngành Giáo Dục Thế Hệ Tương Lai (hệ vừa làm vừa học)(tối đa 2.000 sinh viên).

- Tháng 4 năm 2007: Đại học quốc tế Thái Bình Dương chính thức thành lập.
  - Hiệu trưởng: Thầy Ohashi Hiroshi (大橋　博).
- Tháng 4 năm 2010: Thầy Kajita Eiichi (梶田　叡一) được bổ nhiệm làm hiệu trưởng.
- Tháng 4 năm 2011: Thành lập Global Study Center (Khoa ngôn ngữ Nhật dự bị đại học dành cho du học sinh) (tối đa 200 học sinh)
- Tháng 4 năm 2012: Thành lập Khoa Giáo Dục Quốc Tế (tối đa 400 sinh viên) thuộc Ngành Giáo Dục Thế Hệ Tương Lai, và Khoa Giáo Dục Khoa Học Sức Khỏe (tối đa 240 sinh viên) thuộc Ngành Giáo Dục Thể Chất.
  - Khoa Giáo Dục Thể Chất (tăng lên tối đa 560 sinh viên) thuộc Ngành Giáo Dục Thể Chất.
  - Khoa Giáo Dục Mẫu Giáo thuộc Ngành Giáo Dục Thế Hệ Tương Lai đổi tên thành Khoa Giáo Dục Phát Triển Mầm Non (tăng lên tối đa 320 sinh viên).
  - Khoa Quản Lý Cấp Học thuộc Ngành Giáo Dục Thế Hệ Tương Lai đổi tên thành Khoa Quản Lý Giáo Dục (tăng lên tối đa 480 sinh viên)
  - Khoa Quản Lý Cấp Học (hệ vừa học vừa làm) đổi tên thành Khoa Quản Lý Giáo Dục (hệ vừa học vừa làm). Thầy Nakahara Tadao (中原忠男) được bổ nhiệm làm trưởng khoa.
- Tháng 4 năm 2013: Thành lập Phòng nghiên cứu giáo dục - khoa học quốc tế tại khu vực Minato Mirai, thành phố Yokohama, tỉnh Kanagawa.
- Tháng 4 năm 2015: Khoa Giáo Dục Thể Chất (tăng lên tối đa 800 sinh viên) thuộc Ngành Giáo Dục Thể Chất.
- Tháng 4 năm 2016: Thành lập Khoa Quản Trị Kinh Doanh Hiện Đại (tối đa 900 sinh viên) thuộc Ngành Kinh Doanh.
  - Cô Ohashi Setsuko được bổ nhiệm làm trưởng khoa.
- Tháng 4 năm 2018: Khoa Giáo Dục Thể Chất (tăng lên tối đa 1200 sinh viên) thuộc Ngành Giáo Dục Thể Chất.
- Tháng 4 năm 2022: Ngành Kinh Doanh đổi tên thành Ngành Kinh Tế Kinh Doanh (tăng lên tối đa 1100 sinh viên)